# KNM-WT 17000

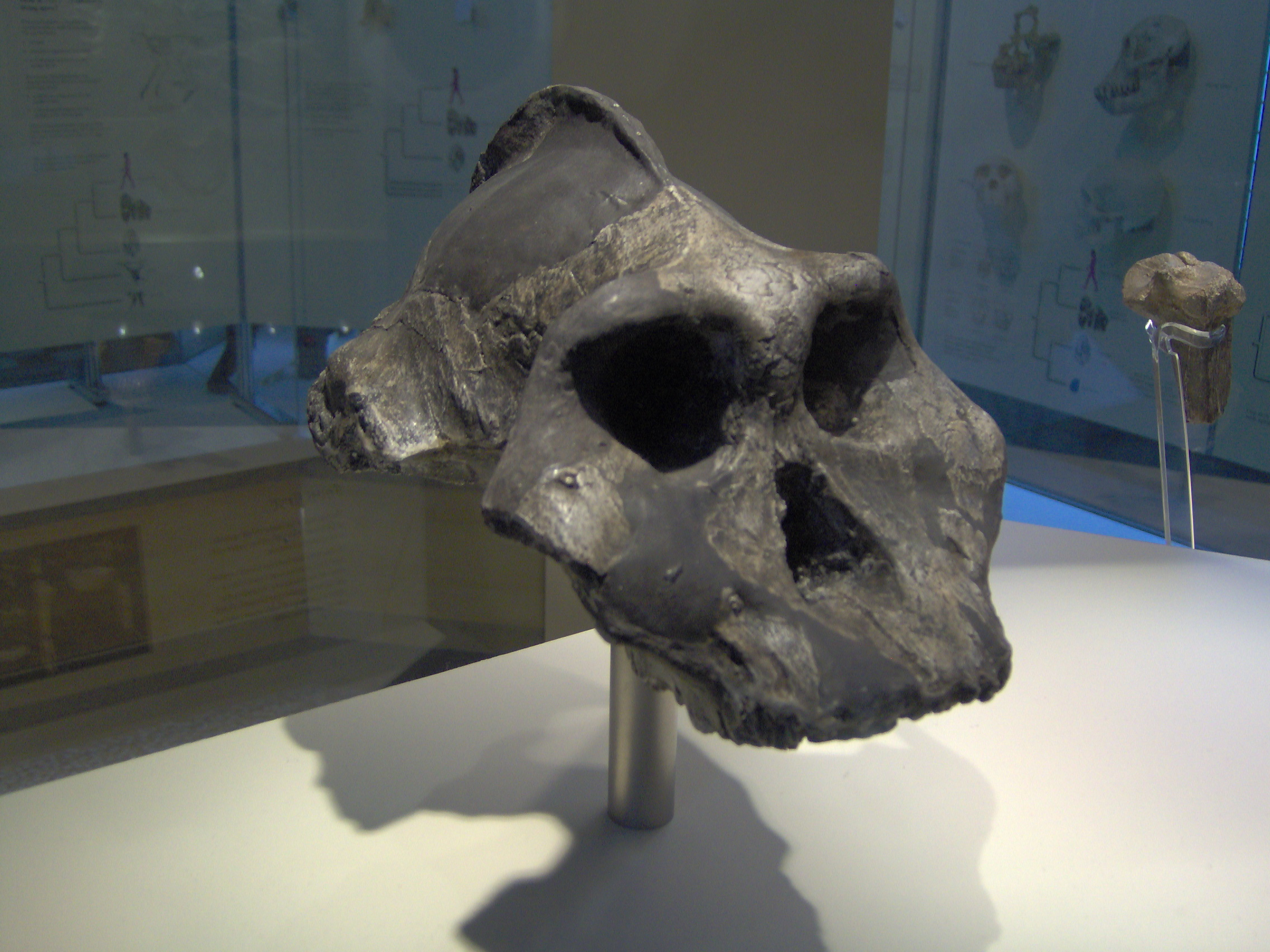

KNM WT 17000, también conocido como The Black Skull (‘el cráneo negro’), es un cráneo fosilizado de la especie Paranthropus aethiopicus. Fue descubierto en Turkana Oeste (West Turkana), Kenia, por Alan Walker, en 1985. Se estima su edad en unos 2,5 millones de años.
Presenta una morfología robusta, con una prominente cresta sagital. Estas características provocaron que fuera al principio clasificado como Paranthropus boisei, pero otras características son similares a las del Australopithecus afarensis. Por ello, KNM WT 17000, fue considerado como una especie nueva. La coloración del cráneo es debida al alto contenido en manganeso del sedimento en el que se encontraba.